# Federazione calcistica di Curaçao
La Federazione calcistica di Curaçao, ufficialmente Federashon Futbol Korsou (FFK), fondata nel 2010, è il massimo organo amministrativo del calcio a Curaçao. Affiliata alla FIFA e alla CONCACAF dal 2010 a seguito del referendum per la dissoluzione delle Antille olandesi, essa è responsabile della gestione della Curaçao League, campionato di calcio dell'isola, e della nazionale di calcio. Curaçao ha preso il posto delle Antille olandesi all'interno della CONCACAF e della FIFA.